# Centre international d'études juridiques et religieuses
Le Centre international d'études juridiques et religieuses (ICLRS), qui est rattaché à la J. Reuben Clark Law School (JRCLS) de l'Université Brigham Young (BYU), est fondé le 1er janvier 2000 pour promouvoir la liberté de religion dans le monde et étudier les interactions entre les gouvernements et les organisations religieuses. L'ICLRS s'efforce d'être un leader universitaire global dans le domaine de la liberté religieuse internationale. L'ICLRS a été fondé sur la base des travaux du professeur de droit Cole Durham, qui en a été nommé le directeur fondateur. Brett Scharffs lui succède en mai 2016.

## Histoire
Durham est à Berlin lors de la chute du mur. Il reconnait l'ampleur des changements nécessaires et commence à donner des conseils sur la réforme du droit et l'élaboration de constitutions dans toute l'Europe de l'Est. Auparavant, le domaine du droit et de la religion était principalement concentré aux États-Unis. Durant cette période, Durham organise des conférences sur le droit comparé et tisse un réseau d'experts dans le but de partager des idées, de collaborer et de contribuer à de futures publications.
Les expériences de Durham le conduisent à lancer l’ICLRS pour établir une base institutionnelle pour son travail. L'ICRLS est fondée le 1er janvier 2000. Durham en est le directeur fondateur, aux côtés de la directrice associée Elizabeth Clark. En mai 2016, Brett Scharffs est nommé directeur de l'ICLRS, tandis que Durham reste directeur fondateur. Depuis 2021, l'ICLRS compte également cinq directeurs associés, qui sont affectés à des régions spécifiques du monde où ils dirigent des chercheurs seniors bénévoles et d'autres membres du personnel.

## Conférences et événements
Chaque mois d'octobre, l'ICLRS organise un symposium sur le droit international et la religion pour les dirigeants gouvernementaux, universitaires et religieux ainsi qu'aux visiteurs, avec plus de 90 délégués invités d'environ 50 pays. Parmi les participants figurent des dirigeants religieux du monde entier, des responsables de premier plan des Nations Unies, de l’Union européenne et des États-Unis s’occupant de la liberté religieuse, ainsi que des dirigeants universitaires, gouvernementaux, médiatiques et de la société civile du monde entier. Traditionnellement organisé à BYU, le Symposium se tient temporairement en ligne en 2020 en raison de la pandémie de COVID-19.
Chaque été, l'ICLRS organise un examen annuel de la liberté religieuse sur le campus de BYU. Cette conférence a été créée en 2014 pour les juristes, mais s'est depuis élargie pour inclure tous ceux qui s'intéressent aux questions de liberté religieuse et qui travaillent ensemble dans un espace diversifié. Cet événement s'adresse au grand public et fournit des informations et des discussions sur les questions actuelles de liberté religieuse aux États-Unis.
Depuis 2013, l'ICLRS coopère chaque année avec des partenaires locaux pour organiser des conférences régionales en Afrique, en Amérique latine, dans le monde musulman, en Asie, en Asie du Sud, en Europe de l'Est et de l'Ouest et dans le Pacifique. Ces conférences   permettent à l'ICLRS d'étendre ses activités dans le monde entier.
L'ICLRS organise aussi annuellement une conférence à l'Université d'Oxford ainsi que des événements annexes aux Nations unies à New York et à Genève. Des formations diplômantes et d'autres programmes d'enseignement sont également proposés en Chine, au Vietnam, en Indonésie, à Oxford, au Myanmar, en Afrique et à l'Université d'Europe centrale de Budapest.

## Étudiants
Les chercheurs d'été de l'ICLRS sont sélectionnés parmi les étudiants de première année de la JRCLS. Les étudiants passent une partie de l'été suivant leur première année d'études de droit en tant que stagiaires à l'étranger et réalisent un projet de recherche individuel guidé. Les étudiants sont affectés pendant cinq semaines au Bureau du conseil général au siège de l'Église de Jésus-Christ des saints des derniers jours ou dans l'un des huit bureaux juridiques internationaux de l'Église.
Le comité exécutif du Symposium est composé de 24 étudiants de la JRCLS, qui travaillent sous la supervision de Clark pour préparer le Symposium annuel. Les étudiants du comité exécutif coordonnent les aspects logistiques de la conférence et assistent les délégués pendant tout le symposium, notamment en ce qui concerne l'accueil, le transport et la traduction. Le comité est divisé en six sous-comités : programme principal, documents, interprétation et médias, recrutement et coordination des bénévoles, transport, conciergerie et hébergement.
Le conseil de gestion des étudiants de l'ICLRS est composé d'une sélection d'étudiants de deuxième et troisième année de la JCLRS. Ils sont choisis en fonction de leur intérêt pour le droit et la religion ainsi que pour leur expertise en recherche, rédaction, correction, langues et gestion de sites web.

## Conseil consultatif international
Les membres du Conseil consultatif international (CCI) aident l’ICLRS à promouvoir la cause de la liberté religieuse dans le monde entier. Le président du CCI, David Colton, et le comité exécutif guident le Conseil dans des activités telles que l’accueil de délégués internationaux au Symposium et les voyages à travers le monde pour participer à des conférences. Les membres du Conseil effectuent également fréquemment des voyages pédagogiques. Certains membres du CCI se sont récemment rendus à Durban, Afrique du Sud, en janvier 2020, pour une conférence sur les lois concernant l'enregistrement des communautés religieuses en Afrique, à laquelle ont participé des dirigeants universitaires, religieux, gouvernementaux et de la société civile de 18 pays africains.

## Prix international de la liberté religieuse
Depuis 2010, l'ICLRS, en liaison avec la JRCLS, décerne le Prix international de la liberté religieuse qui reconnaît les contributions exceptionnelles à la promotion et à la protection de la liberté religieuse.
Parmi les lauréats précédents du Prix international de la liberté religieuse figurent Joe Lieberman (2010), Kevin Hasson (2011), Douglas Laycock (2012), John Graz (2013), Frank Wolf (2014), Knox Thames, William E. Lori (2015), Katrina Lantos Swett (2016), Elizabeth Berridge (2017) et David Saperstein (2018).
- (en) Cet article est partiellement ou en totalité issu de l’article de Wikipédia en anglais intitulé « International Center for Law and Religions Studies » (voir la liste des auteurs).